# Cesar Maalouf
Pour les articles homonymes, voir Maalouf.
Cesar Maalouf (arabe : قيصر المعلوف) est un homme politique libanais du parti Forces libanaises.

## Biographie
Il est élu à la Chambre des députés lors des Élections législatives libanaises de 2018.